# Chor Wirap
Klasztor Chor Wirap (arm. Խոր Վիրապ – głębokie lochy) – klasztor Apostolskiego Kościoła Ormiańskiego w Lusarat, w prowincji Ararat niedaleko góry Ararat, 8 km na południe od miasta Artaszat, w pobliżu granicy z Turcją.
Miejsce uwięzienia Grzegorza Oświeciciela przez króla Armenii Tiridatesa III.
Klasztor był siedzibą seminarium oraz patriarchy ormiańskiego - katolikosa.
Jest jednym z najczęściej odwiedzanych miejsc pielgrzymkowych w Armenii.

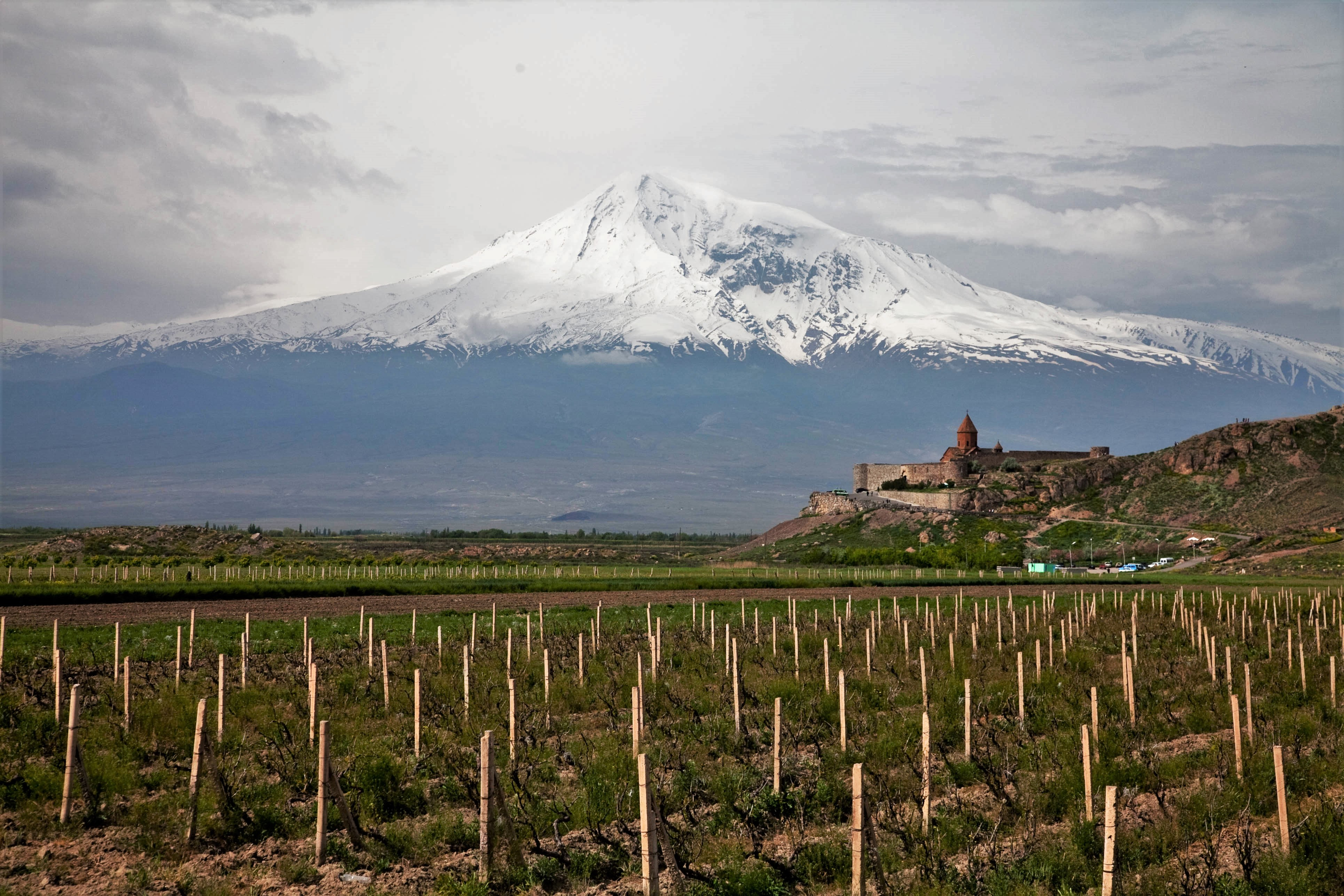
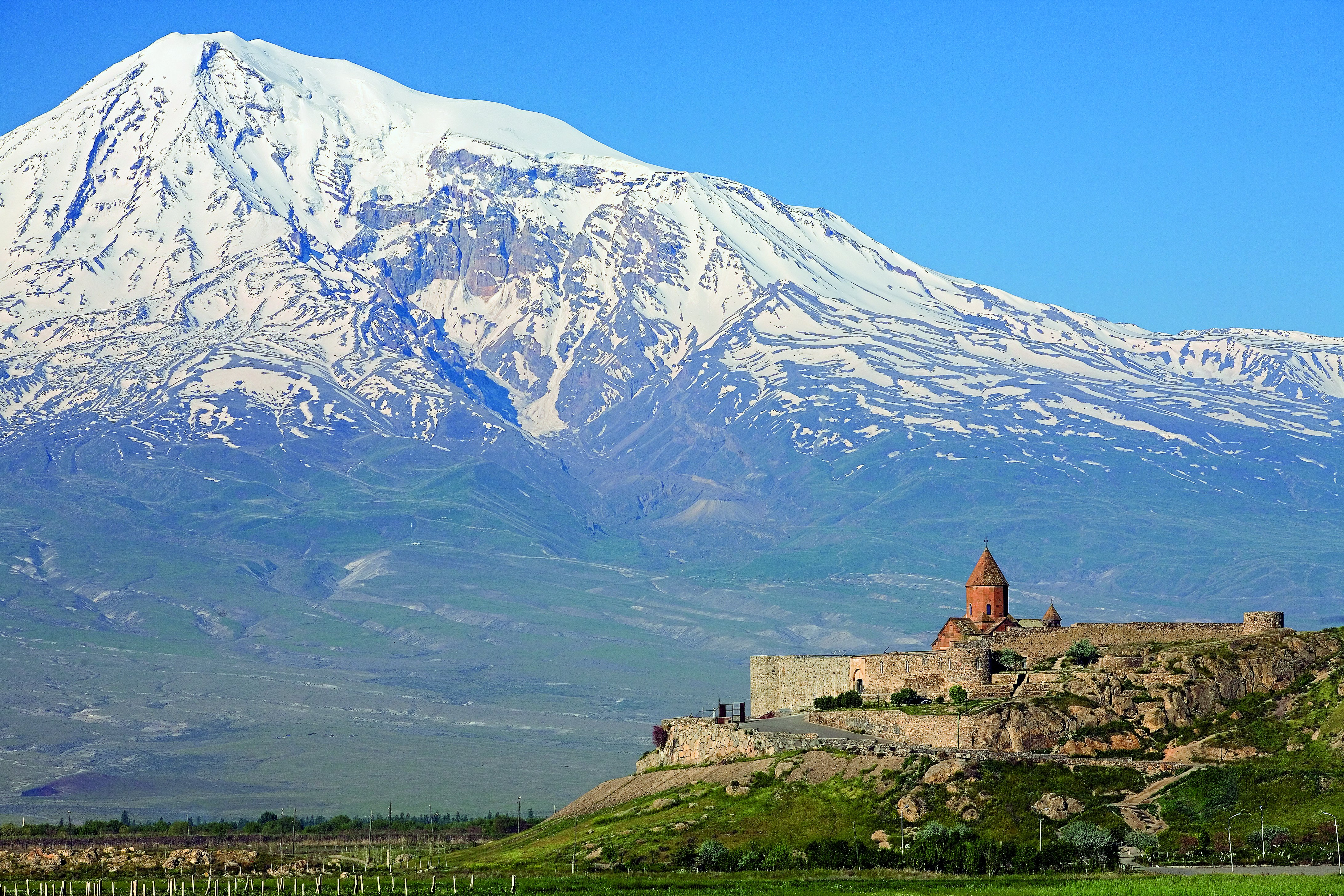
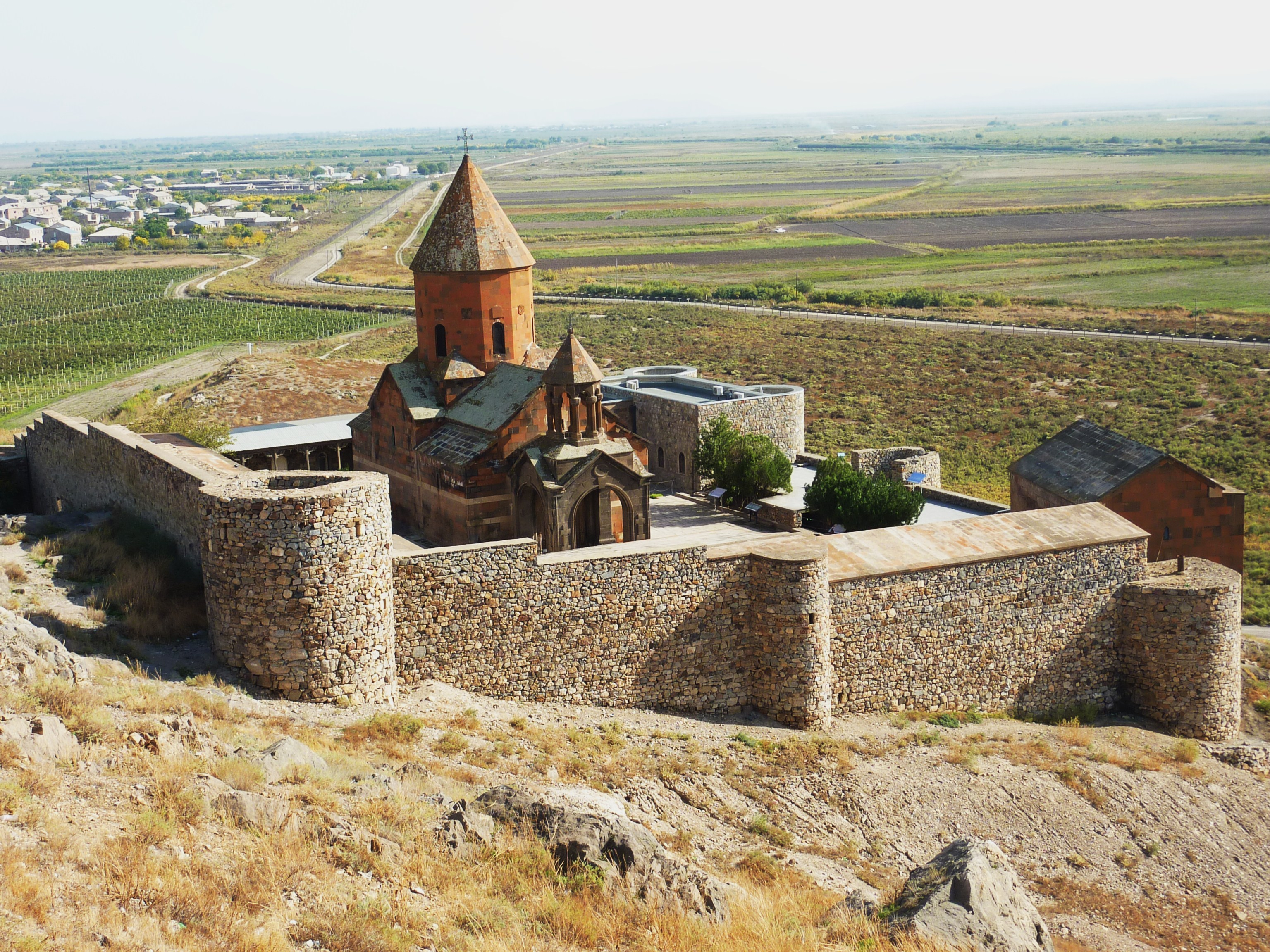
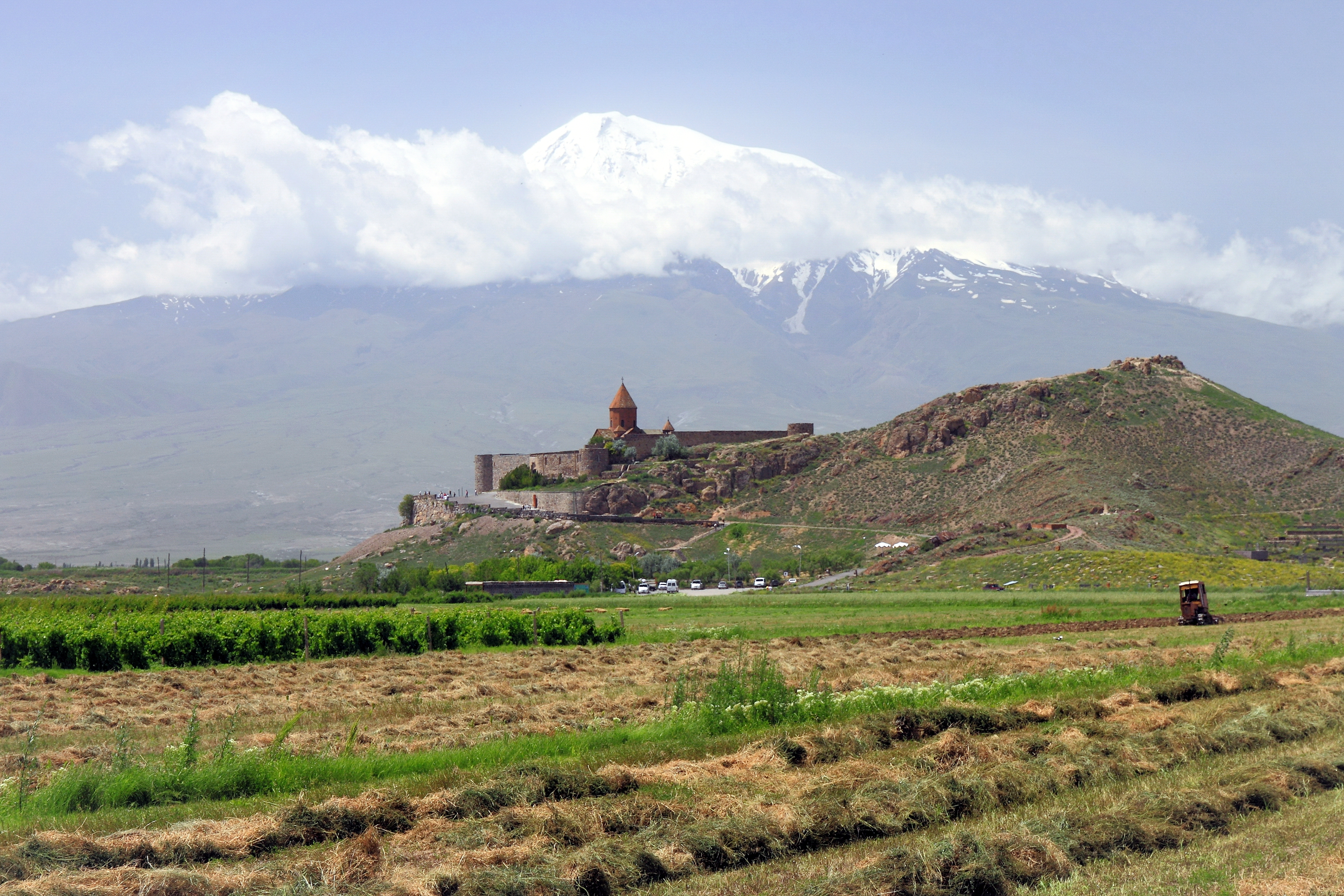
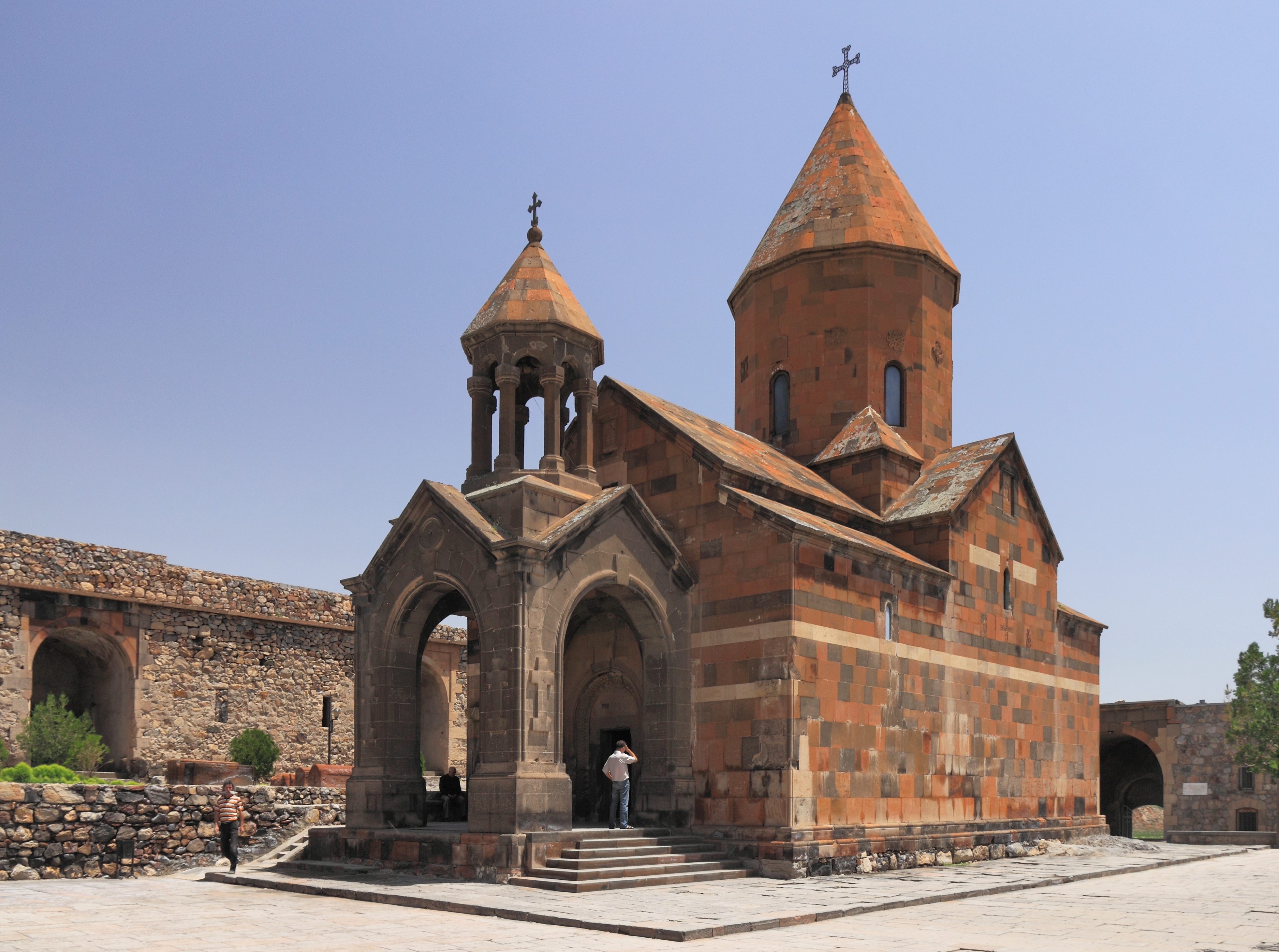
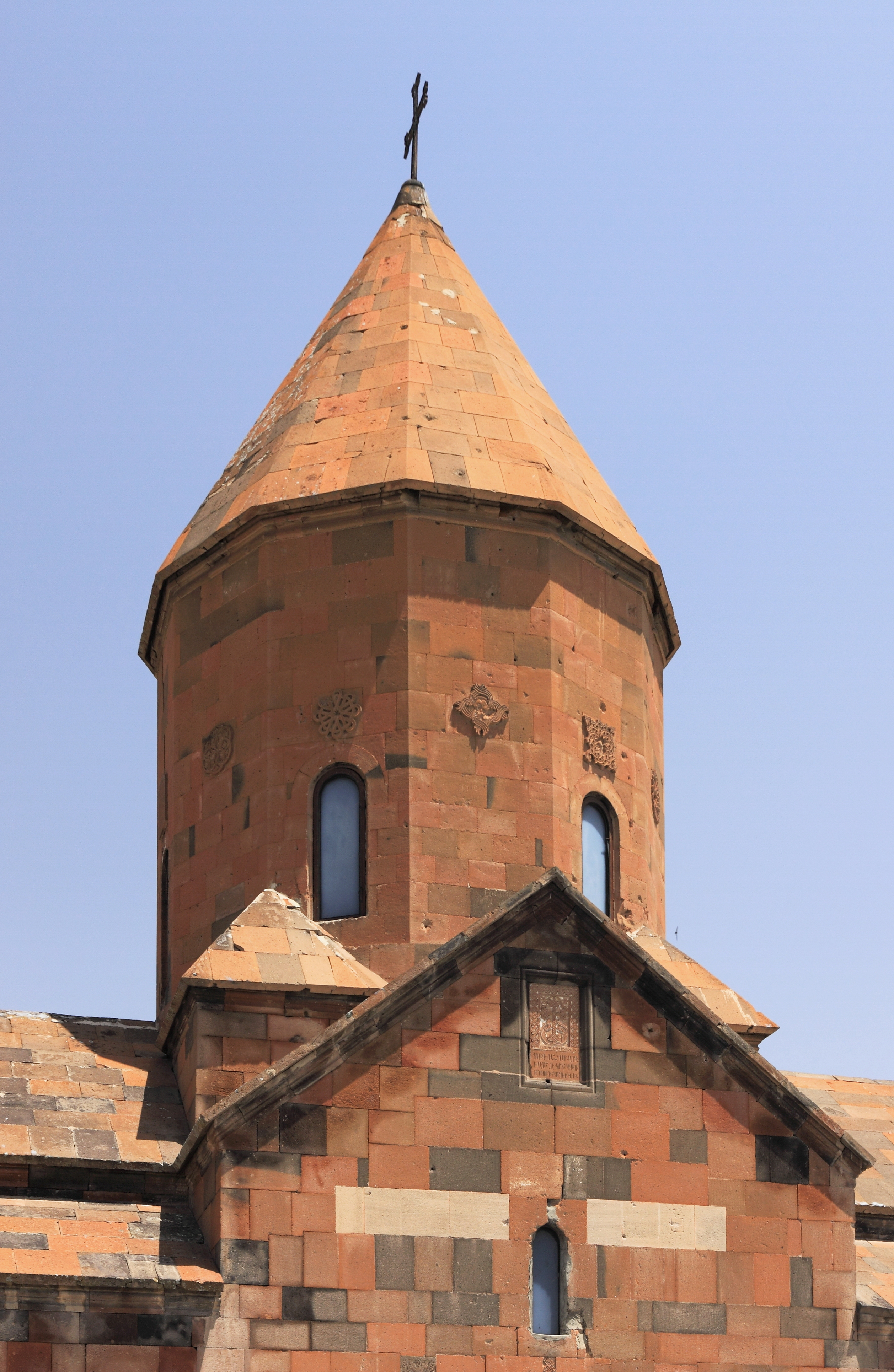
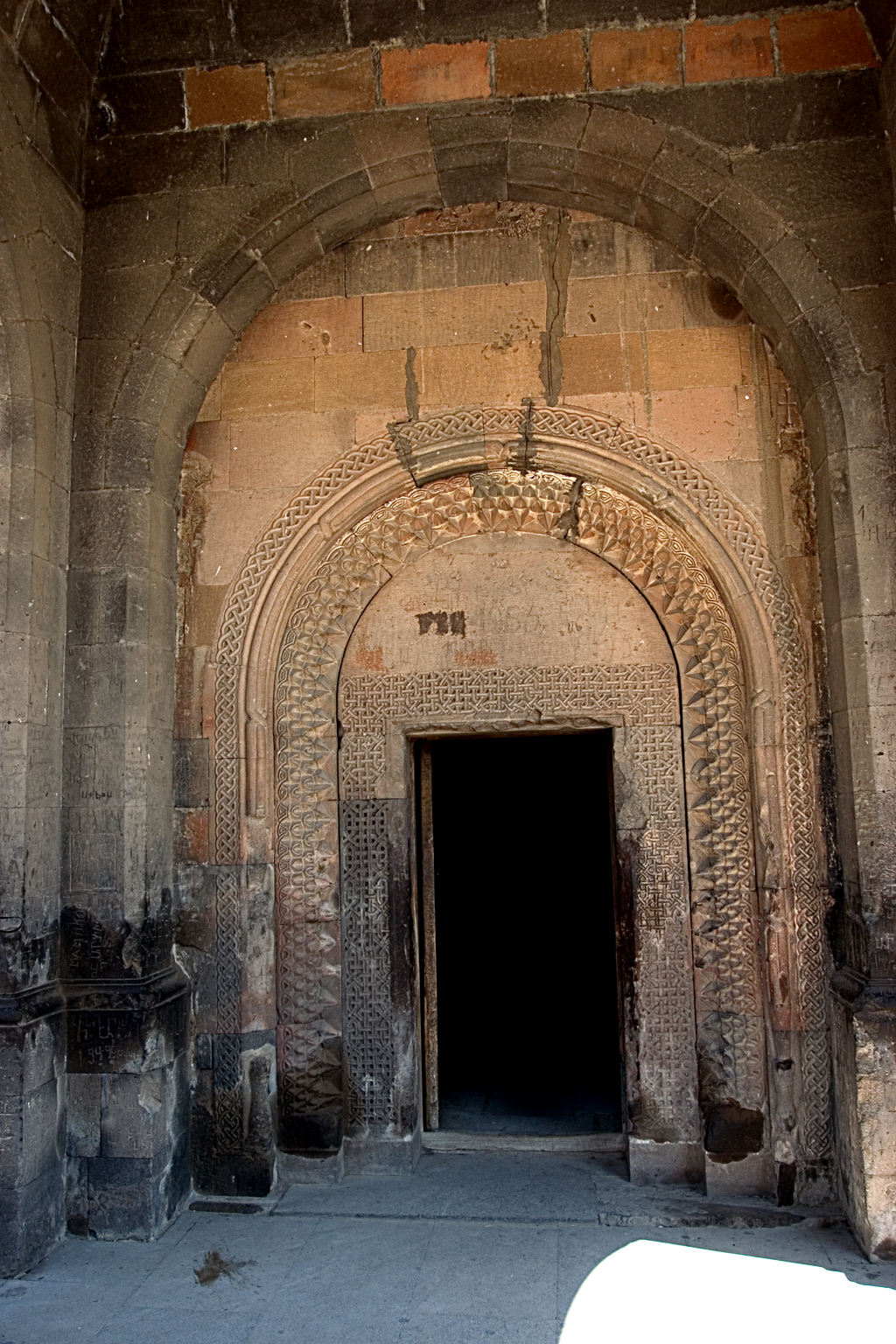
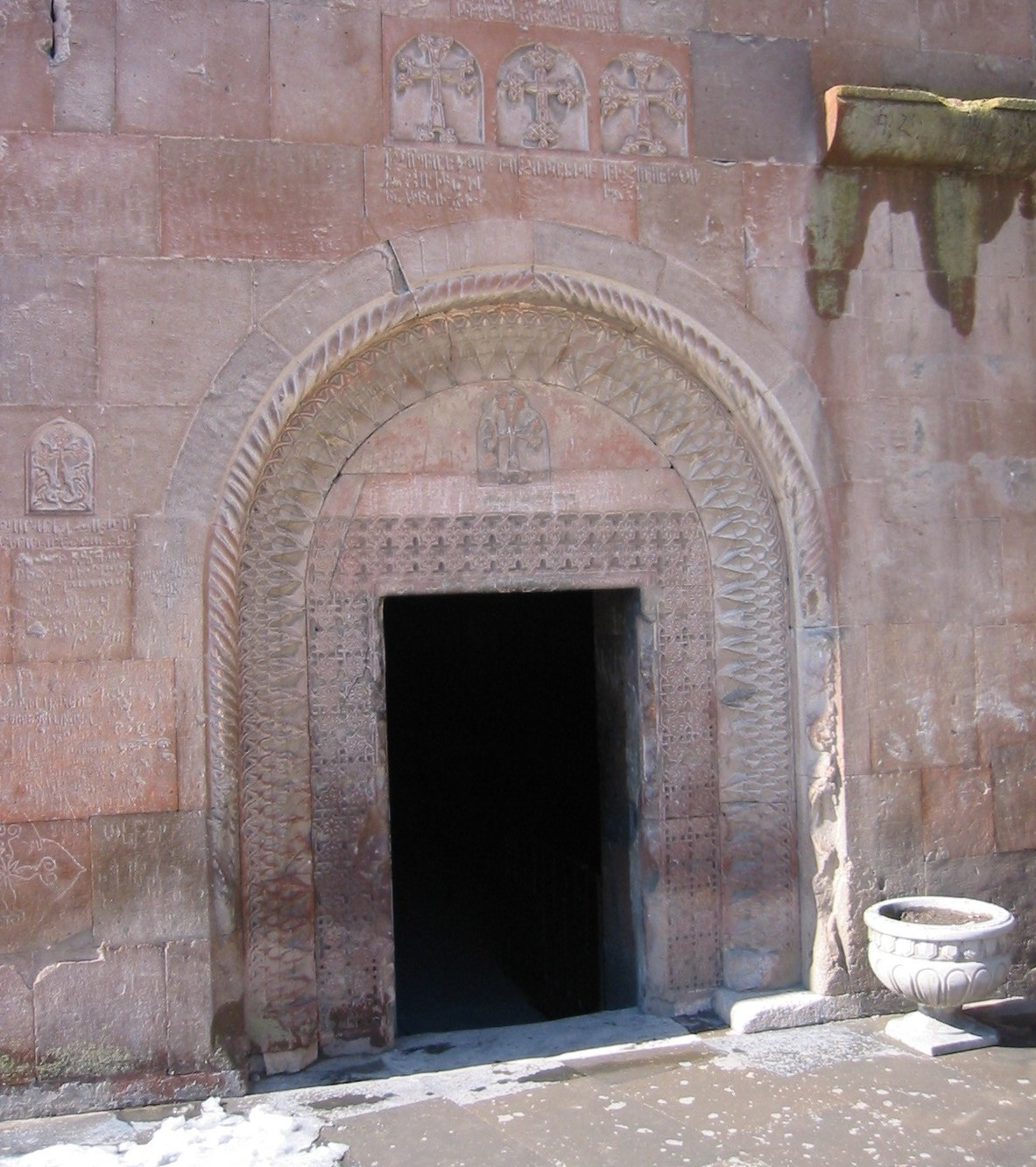
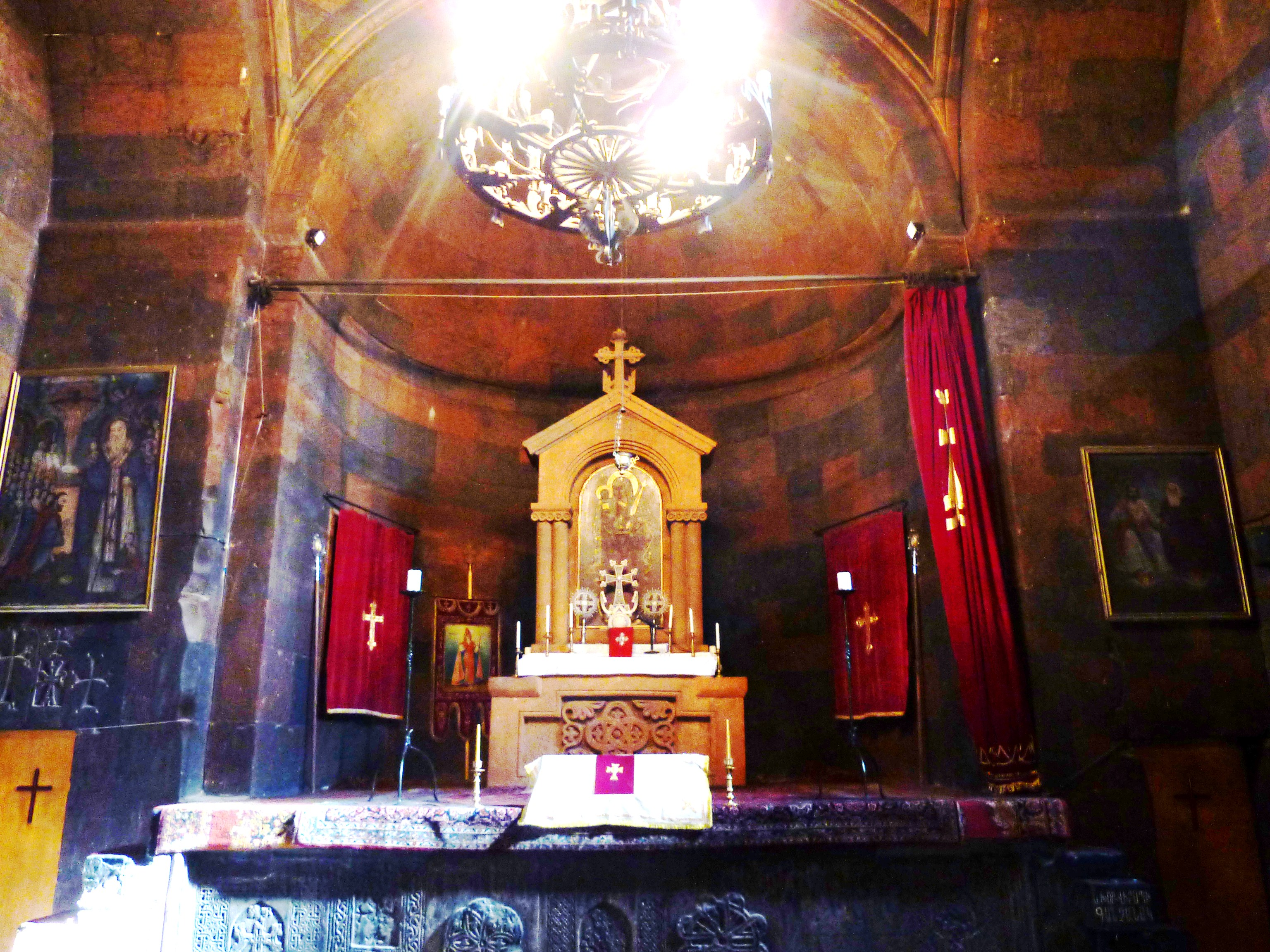
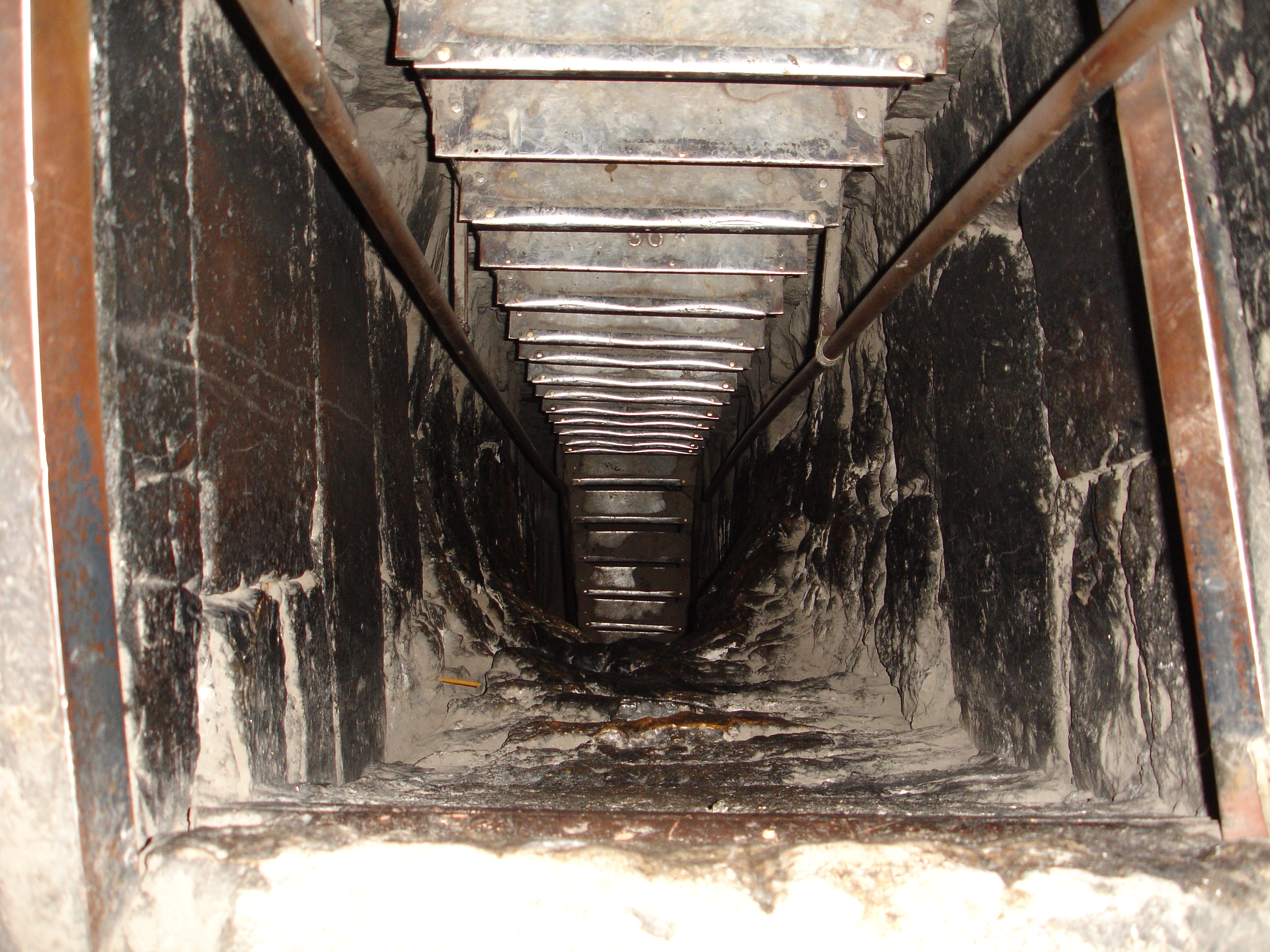
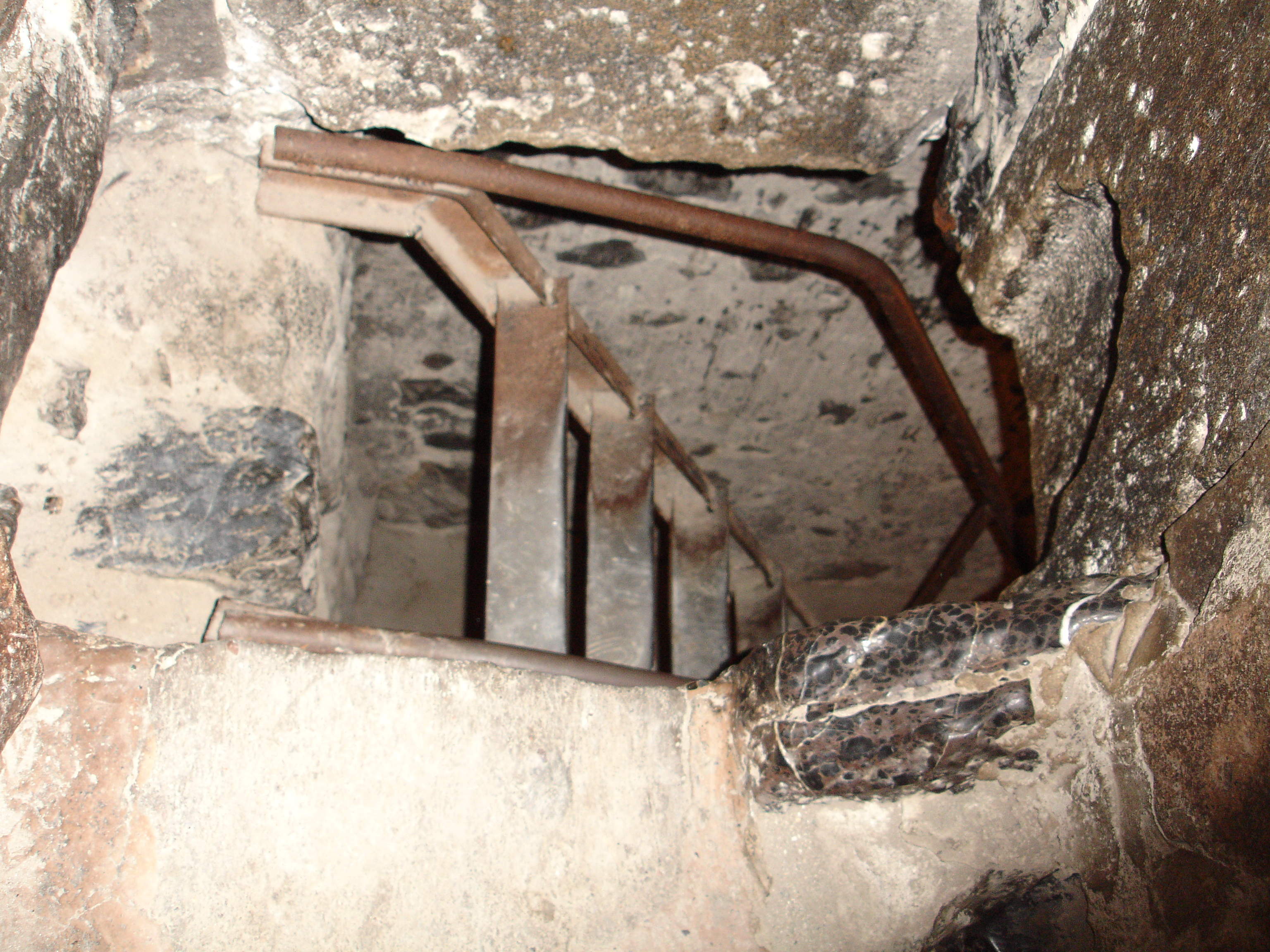
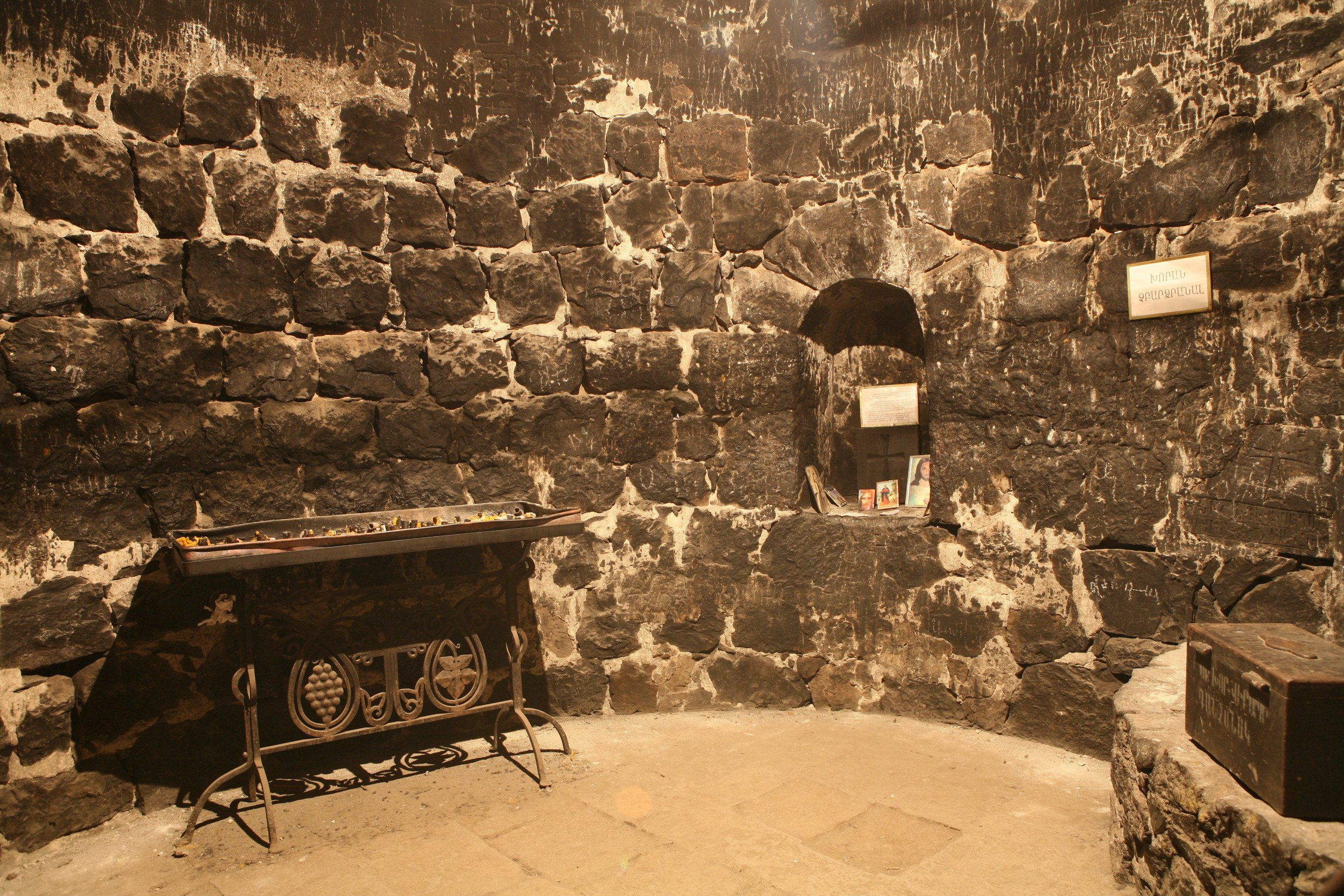